# 蘭桂坊酒店

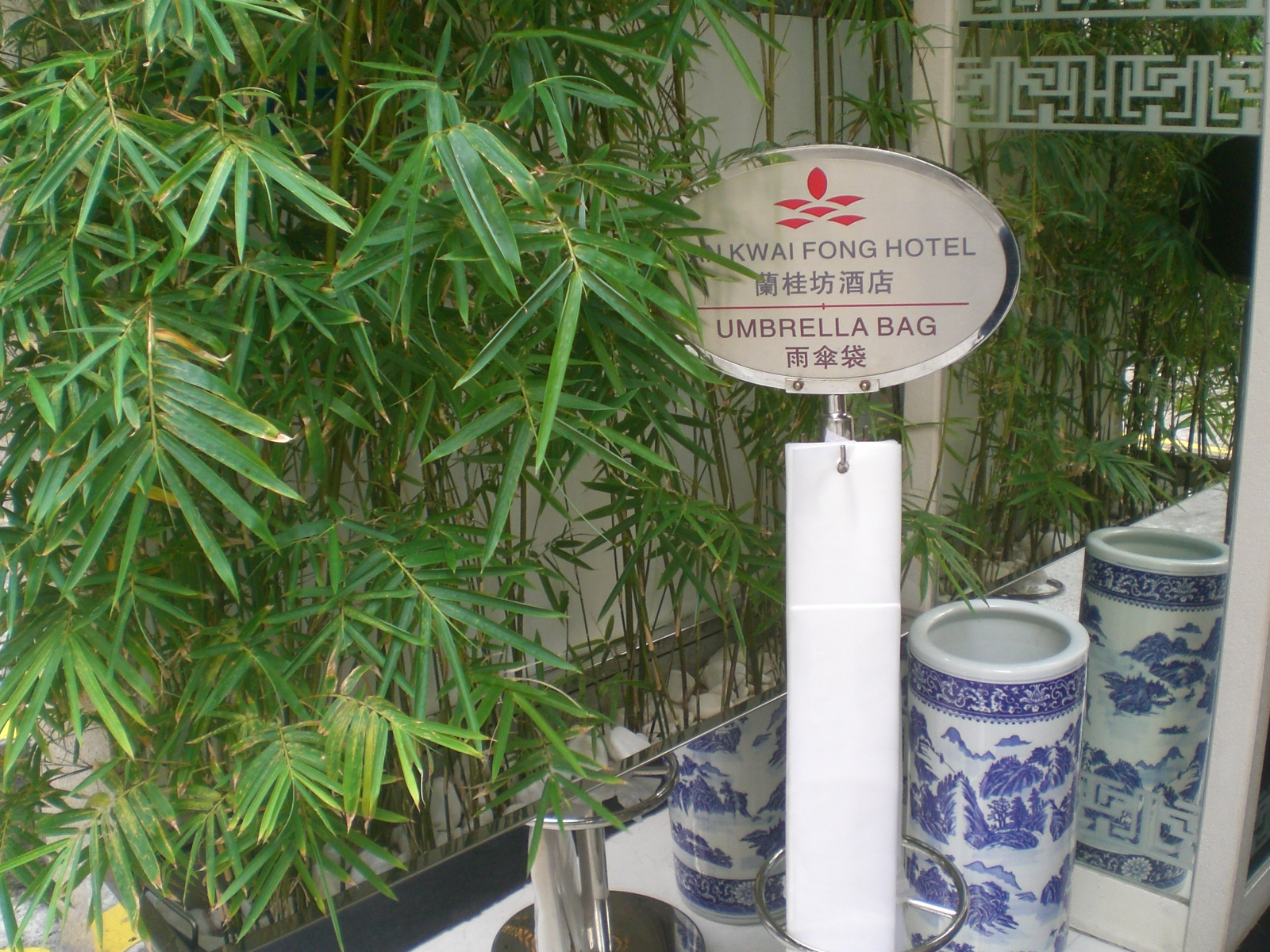
蘭桂坊酒店標記

蘭桂坊酒店（英語：Lan Kwai Fong Hotel），為香港的一間四星級精品酒店，位處於香港上環九如坊3號（實際位置跟蘭桂坊相距甚遠），樓高33層，於2006年2月開幕。酒店設計帶有中國特式，共提供162間豪華客房，由帝盛酒店集團管理。

## 酒店設施

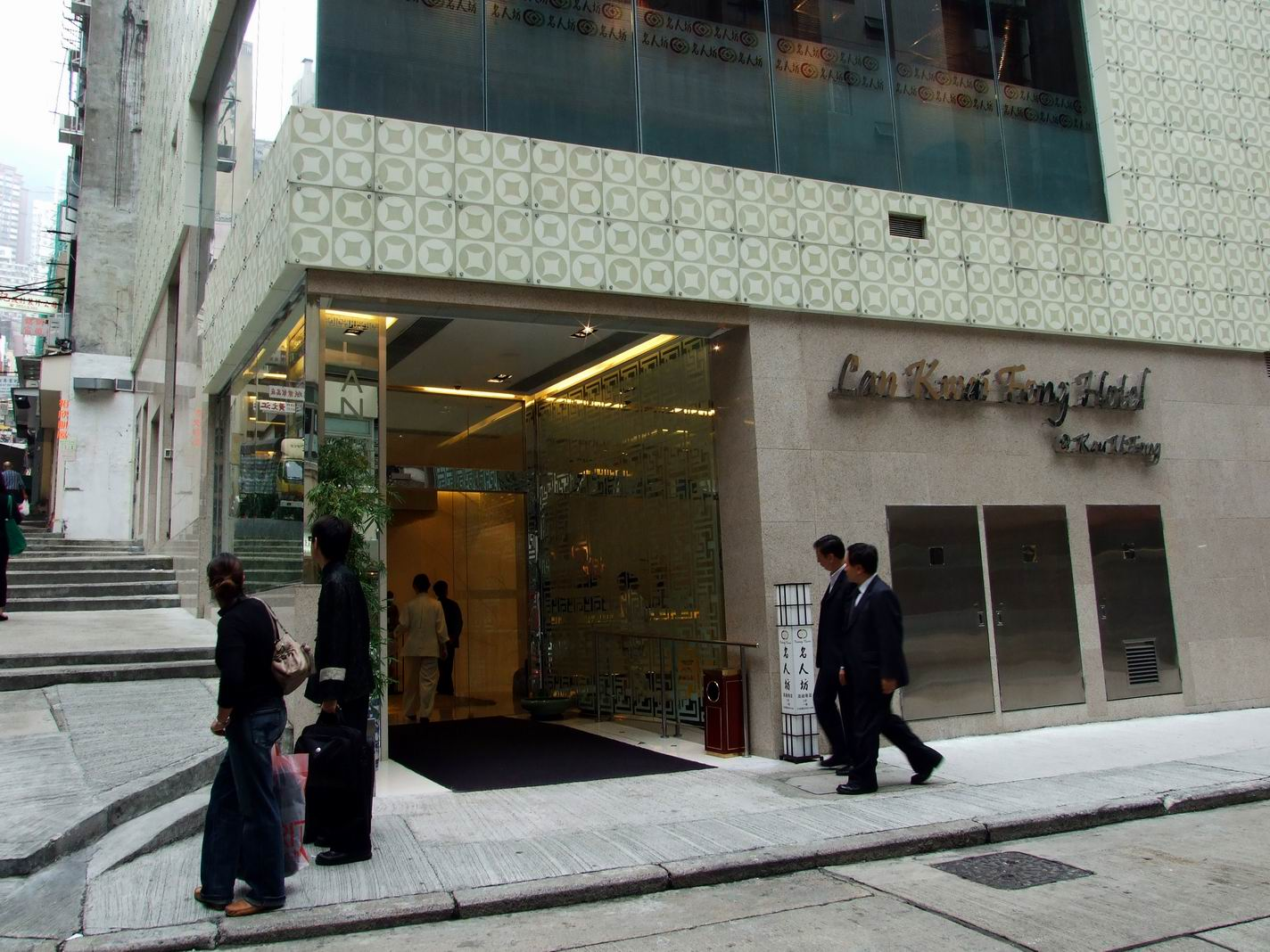
蘭桂坊酒店九如坊入口

- 24小時健身室
- 商務中心
- 會議室
- 托兒服務
- 醫務室
- 餐廳

## 餐廳
- BreeZe Lounge(早餐及免費咖啡) 餐廳資料
- 名人坊(中菜) 餐廳資料（页面存档备份，存于）

## 交通
港鐵
- █  港島綫：上環站E2出口

電車

## 獎項
- Hong Kong Business High Flyers Awards 2010之傑出企業獎 ─ 精品酒店
- 世界旅遊大獎 2009 之「亞洲最佳精品酒店」
- TravelWeekly Asia Industry Awards 2007 ─ 亞洲最佳精品酒店

## 參看
- 尚圜
- 香港酒店列表
- 麗悦酒店集團

## 外部連結
- 蘭桂坊酒店 （页面存档备份，存于）